# Авангардне
Аванга́рдне, давніше Буліттен (нім. Bulitten, рос. Авангардное) — селище Гур'євського міського округу, Калінінградської області Росії. Входить до складу Кутузовського сільського поселення.
Населення — 159 осіб (2015 рік).

## Населення
| 2002 | 2010 |
| ---- | ---- |
| 123  | ↗159 |